# Conrad VI d'Oleśnica
Pour les articles homonymes, voir Conrad VI.
Conrad VI d'Oleśnica dit le Doyen (polonais: Konrad VI Dziekan ) (né vers 1391, mort le 3 septembre 1427) est duc de Oleśnica, Koźle, d'une moitié de Bytom et d'une moitié Ścinawa à partir de 1416 conjointement avec ses frères et corégents.

## Biographie
Conrad VI est le 3e fils de Conrad III l'Ancien, duc d'Oleśnica, et de son épouse. Comme tous ses frères il reçoit au baptême le nom de « Conrad » qui caractérise cette lignée de la dynastie des Piast de Silésie.
Après la mort de son père en 1412, Conrad VI lui succède conjointement avec ses frères sur l'ensemble de ses domaines. Dans le souci d'éviter des fragmentations supplémentaires du petit duché de Oleśnica, Conrad VI, comme avant lui son frère plus âgé Conrad IV l'Ainé doit poursuivre une carrière ecclésiastique ; cependant cette décision n'est pas rendu publique vraisemblablement pour lui permettre d'intervenir dans les affaires politiques importantes de Silésie. Comme celle de Conrad IV, la carrière de Conrad VI évolue rapidement. Dès 1413 il intègre le chapitre de chanoines de Wroclaw et, un an plus tard, il est choisi comme Doyen de ce chapitre par l'évêque Venceslas. Cette nomination est à l'origine du surnom de « Doyen » qui lui est attribué par l'historiographie afin de le différencier de ses frères et homonymes.
En 1416, après que tous les fils de Conrad III sont devenus majeurs ils décident d'effectuer une division formelle du duché . Cette division bénéficie également aux deux frères qui ont choisi la vie religieuse. Le détail de la division est inconnu à l'exception des cités qui sont attribuées aux ainés. Toutefois après l'analyse des titres et des documents il apparait que Conrad VI a reçu  une moitié de Ścinawa, Wołów et Lubiąż. Cependant son règne n'est que formel car une clause de l'accord prévoit qu'aucun des frères ne peut vendre ou diviser sa part sans l'accord de tous les autres.
Bien qu'il soit un homme d'église, la principale information que l'on conserve sur Conrad VI est relative à ses activités séculières. Le plus fameux fait de sa vie est la longue querelle qui l'oppose à l'abbaye cistercienne de Lubiąż, qui entraine même son excommunication. Le conflit se termine seulement qu'après une intervention du Pape Martin V. Conrad VI meurt subitement le 3 septembre 1427, et il est inhumé dans l'abbaye de Lubiąż

## Sources
- (en) Cet article est partiellement ou en totalité issu de l’article de Wikipédia en anglais intitulé « Konrad VI the Dean » (voir la liste des auteurs), édition du 2 juillet 2014.
- (de) Europäische Stammtafeln Vittorio Klostermann, Gmbh, Francfort-sur-le-Main, 2004  (ISBN 3465032926),  Die Herzoge von Öls und Wohlau †1492 des Stammes der Piasten  Volume III Tafel 14.
- (en) & (de) Peter Truhart, Regents of Nations, K. G Saur Münich, 1984-1988 (ISBN 359810491X), Art. « Oels + Bernstadt, Kosel, Wartenberg »  p. 2.453